# Heliatek
Heliatek ist ein deutsches Unternehmen mit Hauptsitz in Dresden, das sich auf die Entwicklung und Produktion organischer Solarfolien spezialisiert hat. Das Unternehmen befindet sich in der Serienproduktion und hat weltweit bereits über 75 Installationen realisiert. 
Gegründet wurde es 2006 als Spin-Off des Dresden Integrated Center for Applied Physics and Photonic Materials (IAPP) der TU Dresden und der Universität Ulm.
CEO der Heliatek GmbH ist seit November 2018 Guido van Tartwijk. Das Unternehmen ist in Dresden ansässig, mit einem Forschungsstandort in Ulm.

## Produktlinie
Das Unternehmen entwickelt und produziert leichtgewichtige, biegsame Solarfolien von weniger als 1 mm Dicke. Die Herstellung erfolgt in einem industriellen Rolle-zu-Rolle-Verfahren unter Vakuum und bei Niedrigtemperatur, wobei homogene Schichten von Oligomeren aufgedampft werden. Aktuell befindet sich Heliatek in der dritten Produktgeneration der HeliaSol-Solarfolie. Der Wirkungsgrad der Solarfolien aktuell liegt bei 8,4 %.
Wie Thomas Bickl (Heliatek) 2015 erklärte, bleibt der Wirkungsgrad organischer Solarfolien über einen weiten Temperaturbereich stabil. Die Folien hätten zudem eine „gute Energiebilanz bei der Herstellung“ und ein „einfaches Recycling“. Laut Angaben des Unternehmens sind die Folien besonders geeignet für Fassaden und Dachflächen von Gebäuden, die aus statischen Gründen keine herkömmlichen Solarmodule tragen können. Sie lassen sich flexibel an unterschiedliche Trägermaterialien wie Glas, Beton, Bitumen, Metall und Membranen anpassen.
Heliatek hat sich zunächst vollständig auf Geschäftskunden ausgerichtet. Der Markteintritt erfolgte über die Integration der Solarfolien in Baumaterialien wie Glas und Beton. Die Serienproduktion begann im Mai 2021.
Seit April 2024 ist das erste Produkt der zweiten Generation der HeliaSol-Solarfolien von Heliatek durch den TÜV Rheinland in Deutschland nach der Norm IEC 61215:2021 zertifiziert. Darüber hinaus wurde die HeliaSol-Folie zusätzlich nach IEC 61730:2016 zertifiziert. Im März 2025 erhielt das Unternehmen zudem die UL-Zertifizierung.

## Installationen
Insgesamt hat Heliatek über 75 Installationen in mehr als 20 Ländern realisiert (Stand: 2025).
In Singapur wurde 2015 ein überdachter Gehweg am Flughafen Seletar mit Solarfolien ausgestattet. Gemeinsam mit dem Energieversorgungsunternehmen Engie installierte Heliatek 2017 das bis dahin weltweit größte System organischer Photovoltaik auf einem Dach von 530 m² Größe des Collège Pierre Mendès-France in La Rochelle, Frankreich. Mit einer erwarteten Energieerzeugung von 23,8 MWh pro Jahr soll es 15–20 % des Energiebedarfs der Schule decken.
In Donauwörth wurde 2019 in einem Pilotprojekt eine rund 230 m² große Solarfolie auf der Fassade eines Getreidesilos angebracht, mit einem erwarteten Output von 6,7 MWh pro Jahr.
Ebenfalls 2019 wurde in Brena, Spanien, ein innovatives Pilotprojekt zur Kombination von Wind- und Solarenergie realisiert. Auf dem Turm einer Windkraftanlage wurden 120 Module installiert.
2021 erfolgten mehrere wichtige Referenzprojekte: Auf der Fassade eines Lagerhauses in Berlin wurden 546 Module mit einer Gesamtleistung von 18 kWp montiert. Zudem kam es zur erstmaligen Anwendung auf einem Wärmespeicher – am Heizkraftwerk Ortenberg wurden testweise 18 Folien auf die Außenhülle des Speichers installiert.
Im Jahr 2022 wurde in den Niederlanden ein Biogassilo mit 60 Modulen ausgestattet. Die Module wurden auf eine Membran aufgebracht, die zur Öffnung des Silos entfernt werden kann – ein innovativer Schritt für flexible industrielle Anwendungen.
2023 realisierte Heliatek mehrere anspruchsvolle Installationen: Im Hafen von Barcelona wurden 584 Module auf gewölbten Dächern montiert, mit einer Gesamtleistung von 29,5 kWp. Zudem wurde am Samsung Advanced Institute of Technology (SAIT) in Südkorea die bis dahin leistungsstärkste OPV-Fassade der Welt installiert – mit 712 Modulen und einer Spitzenleistung von 37,7 kWp.
2024 wurde eine komplette Halle mit vorgefertigten Dachelementen saniert, auf die zuvor 690 HeliaSol-Module auf Trapezbleche geklebt und anschließend verschraubt wurden – ein Beispiel für die industrielle Integration in vorgefertigte Bauteile. Gleichzeitig wurde auch Österreich’s größte OPV Installation mit 336 Modulen und einer Leistung von 18,5 kWp im Kraftwerk Simmering (Wien) abgeschlossen.

## Auszeichnungen
- 2011 Deutscher Zukunftspreis für das Projekt „Organische Elektronik – mehr Licht und Energie aus hauchdünnen Molekülschichten“
- 2015 Nominierung als „Technology Pioneer“ durch das Weltwirtschaftsforum[5]
- 2015 Renewable Energy Design Award, bei der Preisverleihung der Elektra European Electronics Industry Awards[5]
- 2016 GreenTec »Produktion« Award[24]
- 2020 Global Innovation Award[25]
- 2020 The Green Quest[26]
- 2020 OE-A competition winner in the category: “Best Publicly Funded Project Demonstrator”[27]